# Auchencairn
Auchencairn es una entidad de población escocesa del concejo de Dumfries y Galloway.

## Historia
El lugar aparece descrito en el primer tomo del Novísimo diccionario geográfico, histórico, pintoresco universal (1863) con las siguientes palabras:

AUCHENCAIRN, lugar marítimo de Escocia, parroquia de Rerrick, á 11 kil. S. E. de Kircudbright, al estremo N. O. de la bahía de su nombre, que tiene 3 kil. de largo por 1½ de ancho al abrigo de los vientos.